# Clément VIII (antipape)
Pour les articles homonymes, voir Clément VIII (homonymie).
Gil Sanchez Muñoz y Carbón (1370 - 1446) a été élu successeur de l'antipape Benoît XIII au château de Peñíscola, de 1424 à 1429 sous le nom de Clément VIII. Il n'est cependant pas reconnu comme antipape par le Vatican.

## Les derniers cardinaux deBenoîtXIII
Sentant sa mort proche, Benoît XIII désigna le 24 mai 1423 un nouveau collège cardinalice, composé de Jean Carrier, archidiacre de Rodez et chapelain du comte Jean IV d'Armagnac, Julián Lobera y Valtierra, aumônier, scribe de lettres apostoliques, administrateur du diocèse de Tarazona, Ximeno Dahe, auditeur de la Chambre Pontificale, et Domingo de Bonnefoi, prieur du monastère de Montealegre à Tiana près de Barcelone.

## L'élection de son successeur

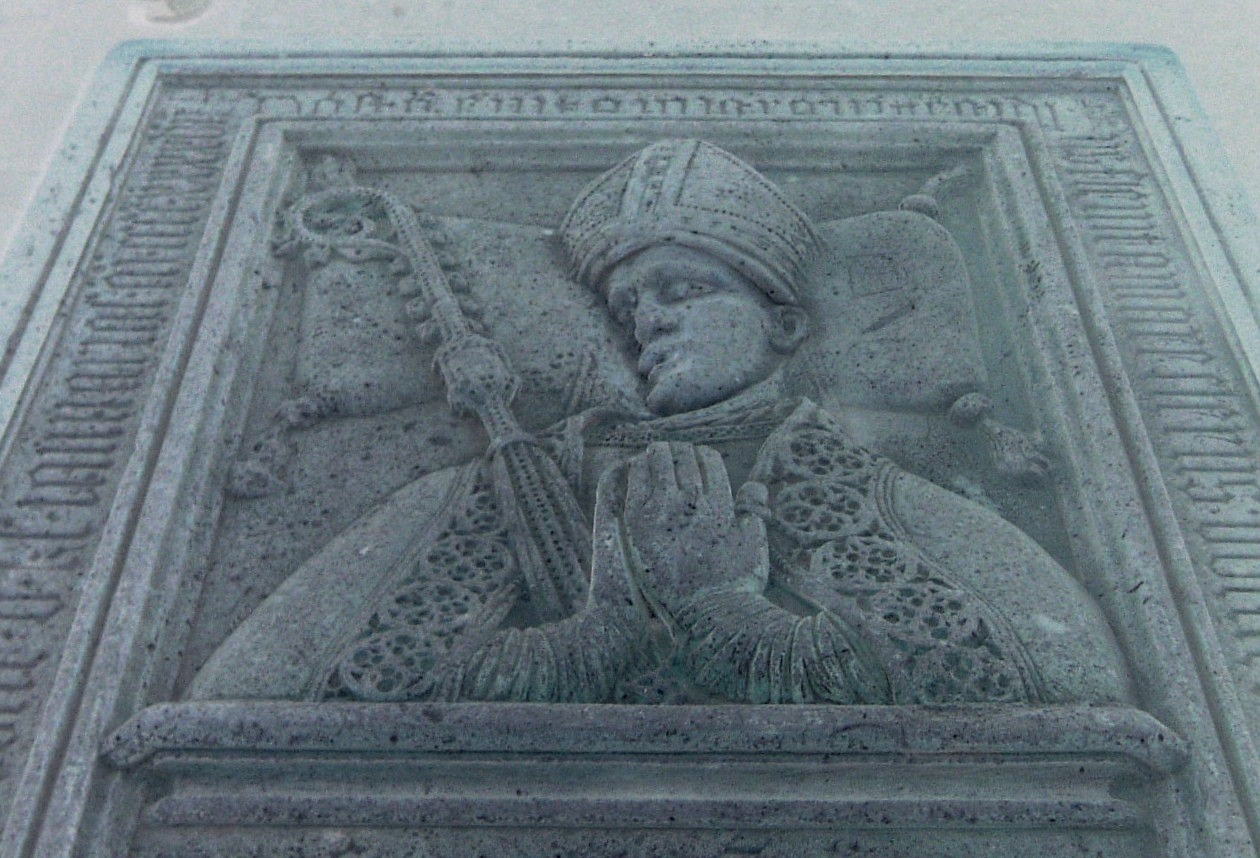
Clement

Après le décès de Benoît XIII, en l'absence de Jean Carrier, les trois autres cardinaux, se réunirent en conclave, au château de Peñíscola, le 10 juin 1424, et lui choisirent comme successeur Gil Sanchez Muñoz y Carbón, qui a pris le nom de Clément VIII. Natif de Teruel, en 1370, il en était l'archiprêtre, fonction qu'il cumulait avec un canonicat à Barcelone. Il résida à Peñíscola jusqu'au 26 juillet 1429, date à laquelle il abandonna les lieux après avoir abdiqué auprès de Martin V. Il avait cédé aux pressions d'Alphonse V d'Aragon, désireux de conquérir le royaume de Naples et de s'en faire reconnaître roi par le pape de Rome qui en était le suzerain. Sa reconnaissance du pape romain lui valut, en contrepartie, d'être nommé à la tête de l'évêché de Majorque où il décéda le 28 décembre 1446.

## Contestation par Jean Carrier
De son côté, le quatrième cardinal, Jean Carrier, avait déclaré l'élection invalide pour cause de simonie et réunit à lui seul un conclave pour désigner un autre pontife à sa convenance l'antipape Benoît XIV.
L'antipape Clément VIII n'est pas inscrit dans la liste officielle des papes et antipapes de l'Annuario Pontificio publié par Vatican. Il apparaît dans une note en bas de la page consacrée à l'antipape Benoît XIII dans l'édition 2007, p. 17, no 30.